# Oberonia prainiana
Oberonia prainiana är en orkidéart som beskrevs av George King och Robert Pantling. Oberonia prainiana ingår i släktet Oberonia och familjen orkidéer. Inga underarter finns listade i Catalogue of Life.